# کهلواتا
کهلواتا (به لاتین: Kehelwatta) یک منطقهٔ مسکونی در سری‌لانکا است که در استان مرکزی (سری‌لانکا) واقع شده‌است.